# Valentin Kornev
Vitalij Kornev, född 29 augusti 1942 i Jaroslavl, Sovjetunionen, död 18 november 2016 i Jaroslavl, Ryssland, var en sovjetisk sportskytt.
Han blev olympisk silvermedaljör i gevär vid sommarspelen 1968 i Mexico City.